# Regione delle Central Highlands
La regione delle Central Highlands è una Local Government Area che si trova nel Queensland. Essa si estende su una superficie di 59.832,31 chilometri quadrati e ha una popolazione di 28.715 abitanti. La sede del consiglio si trova a Emerald.